# (1603) Нева
(1603) Нева (лат. Neva) — типичный астероид главного пояса, открыт 4 ноября 1926 года российским и советским астрономом Григорием Неуйминым в Симеизской обсерватории и 20 февраля 1962 года назван в честь реки Невы.

## Обнаружение и именование
(1603) Нева
Открыт 4 ноября 1926 года в Симеизе Г. Н. Неуйминым.
Эта планета названа в честь большой реки в России, на берегах которой расположен город Ленинград.
Оригинальный текст (англ.)1603 Neva
Discovered 1926-11-04 by Neujmin, G. at Simeis.
This planet is named after the large river in Russia upon whose banks the city of Leningrad is situated.
Источники: DISCOVERY.DB; M.P.C. 2117.

## Орбита

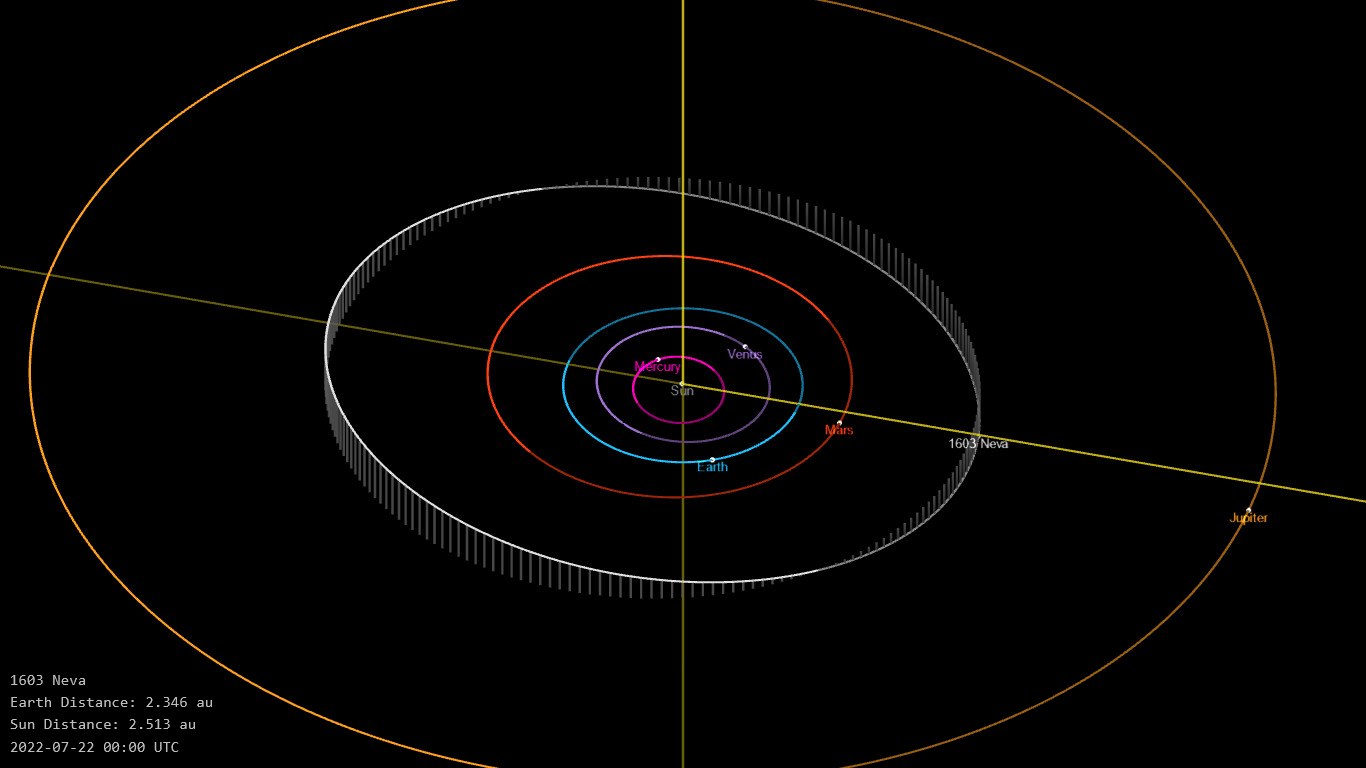
Орбита астероида Нева и его положение в Солнечной системе

## Физические характеристики
Из результатов второго этапа спектроскопической съёмки малых астероидов главного пояса (Small Main-belt Asteroid Spectroscopic Survey, SMASSII) следует, что астероид относится к таксономическому классу Ch.
По результатам наблюдений в инфракрасном диапазоне орбитальной обсерватории IRAS и спутника Akari и наблюдений в видимом и ближнем инфракрасном диапазоне космического телескопа NEOWISE диаметр астероида сначала оценивался равным 36,03±4,1 км, позже — 42,687±0,400 км, 40,49±0,53 км, 42,13±0,49 км, 37,89±9,57 км, 39,564±0,192 км, 37,62±10,64 км, 37,62±12,52 км и 35,92±9,55 км, 35,39±12,07 км. Согласно тем же источникам альбедо оценивается как 0,0594±0,016, 0,0423±0,0027, 0,048±0,001, 0,043±0,009, 0,05±0,03, 0,050±0,008, 0,041±0,029, 0,040±0,031 и 0,043±0,029, 0,044±0,042.